# Anna Forstenheim

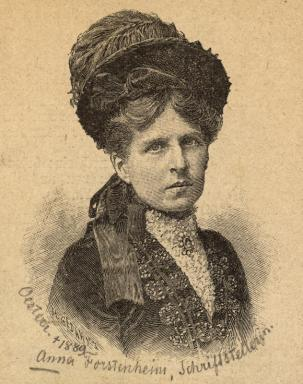
Anna Forstenheim

Anna Forstenheim, eigentlich Anna Goldmann, verehelichte Anna Hirschler, (* 21. September 1846 in Zagreb; † 9. Oktober 1889 in Vöslau bei Wien) war eine österreichische Redakteurin und Schriftstellerin. Sie trat für die Gleichberechtigung der Frau ein.

## Leben

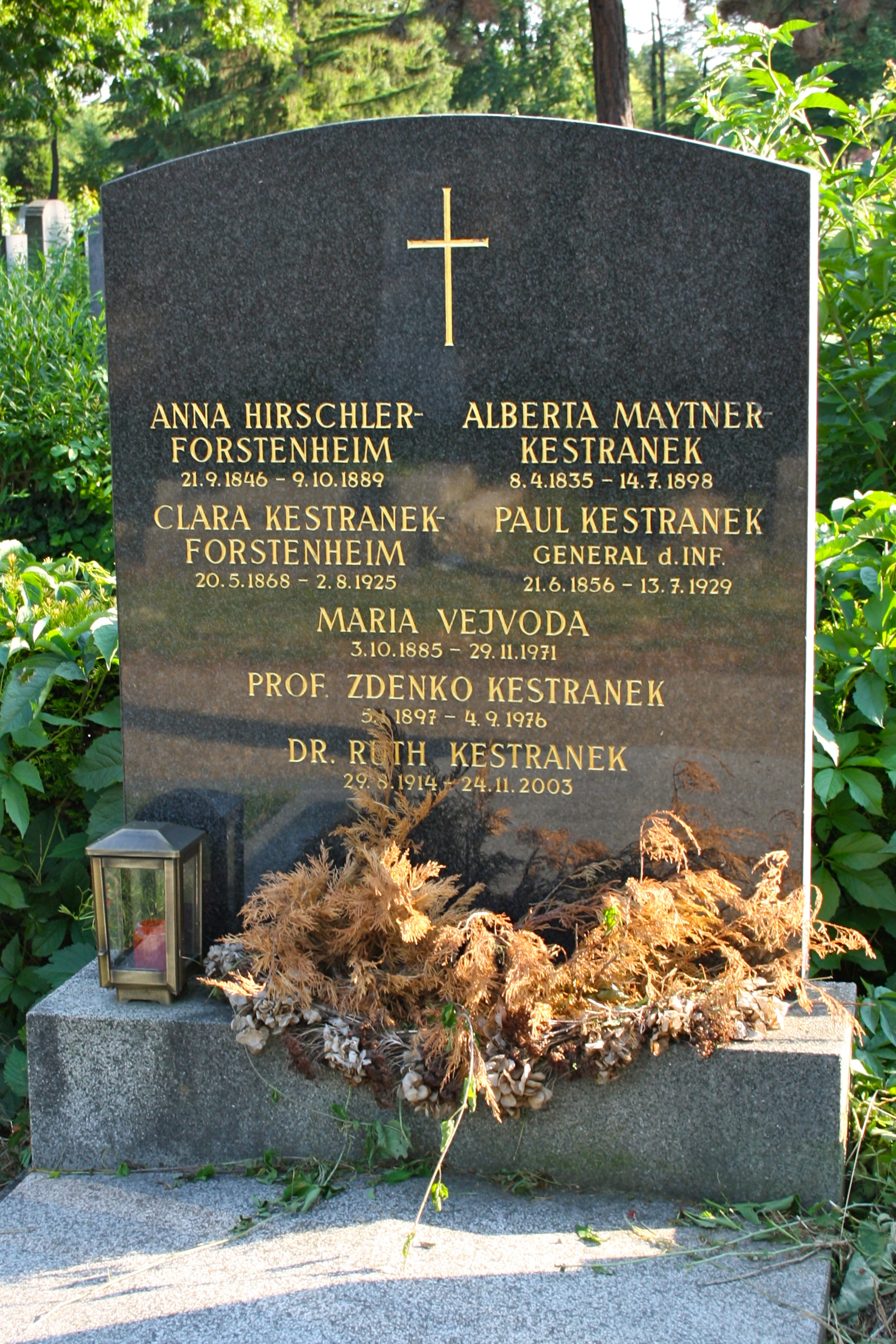
Grab von Anna Forstenheim am Wiener Zentralfriedhof

Anna Goldmann, die unter dem Pseudonym Anna (A.) Forstenheim schrieb, war seit 1867 mit dem Wiener Bankier und Eisenbahnunternehmer Hirschler verheiratet. Aus der Ehe stammte eine Tochter, die Schriftstellerin Clara Kestřanek. Forstenheim war Mitarbeiterin der Publikationen Bazar, Gartenlaube, Neue Freie Presse, Wiener Hausfrauen-Zeitung, des Berner Bund, der Straßburger Zeitung und Mitbegründerin des Vereins der Schriftstellerinnen und Künstlerinnen in Wien, dessen Schatzmeisterin sie auch war.

## Veröffentlichungen
- Caterina Cornaro. Historisches Drama in 5 Aufzügen. Klemm, Wien 1875. (Signatur der ÖNB: 68140-B)
- Moritz von Schwind. Die schöne Melusine. Ein Cyclus von 11 Bildern. Mit Text von A. Forstenheim. Neff, Stuttgart, o. J. (Signatur der ÖNB: 730974-D)
- Die schöne Melusine. Märchen in 12 Gesängen (zu M. v. Schwind's Aquarellen-Cyclus). Neff, Stuttgart 1883. (Signatur der ÖNB: 562000-A)
- Manoli. Rumänische Volkssage erzählt von A. Forstenheim. Carl Konegen, Wien 1883. (Signatur der ÖNB: 72052-A)
- Ein neues Fürstentum in alter Zeit. 1882.[2]
- Der Wau-Wau. Lustspiel in zwei Aufzügen. Selbstverlag, Wien 1882.
- Der Zauberring des Herzens. Roman in drei Bänden. Friedrich, Leipzig 1889.